# Lars Clausen

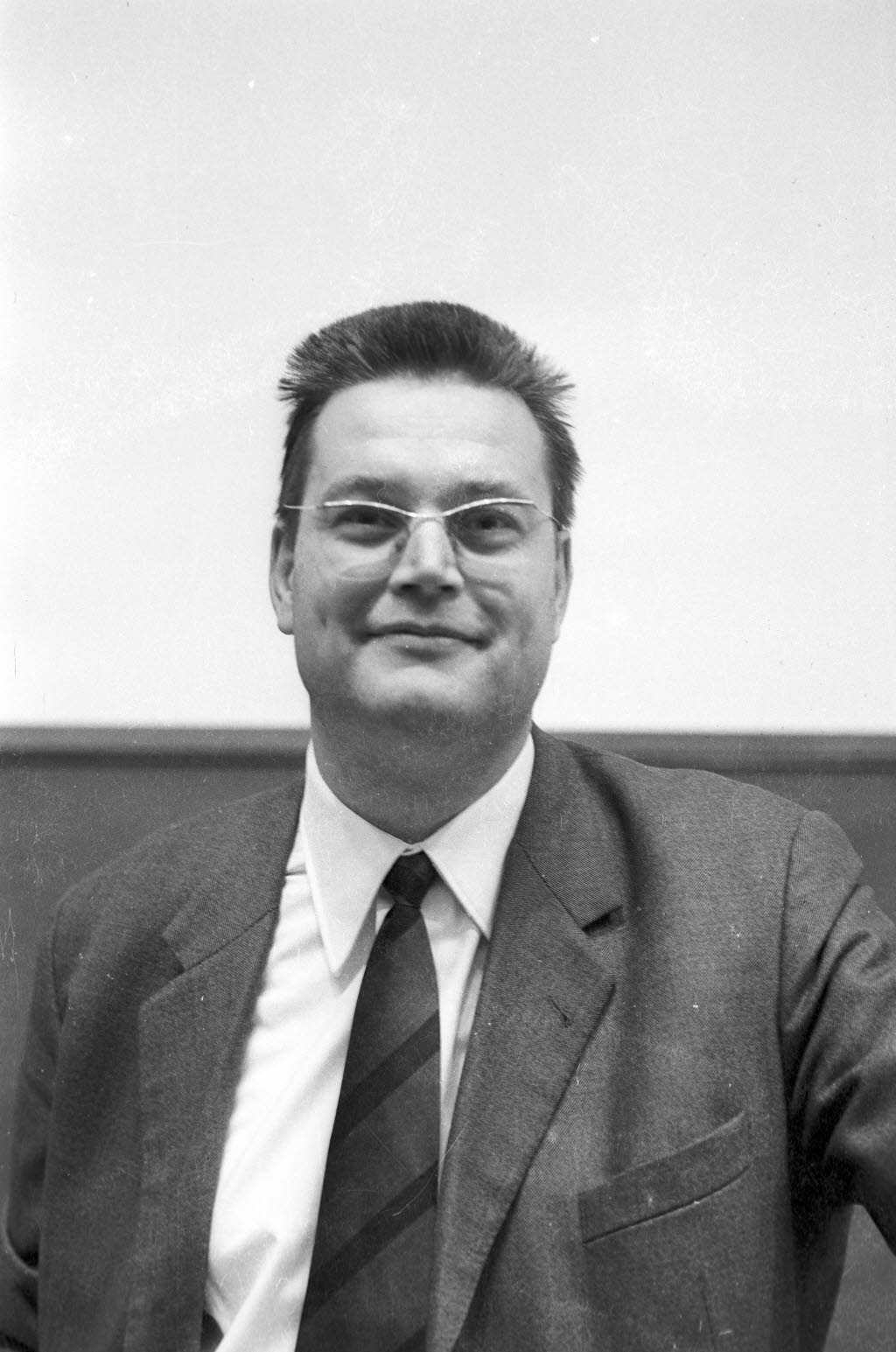
Lars Clausen (1971)

Lars Michael Clausen (* 8. April 1935 in Berlin; † 20. Mai 2010 in Hamburg) war ein deutscher Soziologe. Als Professor für Soziologie an der Universität Kiel führte er die Katastrophensoziologie in Deutschland ein und gab die Ferdinand-Tönnies-Gesamtausgabe mit heraus. 1993/94 war er Vorsitzender der Deutschen Gesellschaft für Soziologie (DGS).

## Leben
Lars Clausen war der Sohn von Jürgen und Rosemarie Clausen. Er besuchte die Volksschule in Berlin und Prerow/Darß (Neuvorpommern). 1945 floh seine verwitwete Mutter mit ihren drei Kindern nach Hamburg. Nach dem Abitur 1955 am dortigen Christianeum studierte er Betriebs- und Volkswirtschaftslehre, Jura, Soziologie und Geschichte an der FU Berlin, den Universitäten Köln, Hamburg (1960: Dipl.-Kfm.), an der Sozialforschungsstelle der Universität Münster in Dortmund, wo er Forschungsassistent der Abteilung „Soziologie der Entwicklungsländer“ war, und wurde 1963 an der Universität Münster bei Helmut Schelsky zum Dr. sc. pol. promoviert.
Im Jahr 1964 heiratete Clausen die Literaturwissenschaftlerin Bettina Feddersen. Er war 1964/1965 Research Affiliate des Rhodes-Livingstone Institute in Lusaka (Sambia) und habilitierte sich 1967 in Münster für Soziologie mit einer empirischen Untersuchung zweier sambischer Großbetriebe. Nach Lehre an den Universitäten Münster und Bielefeld und am Institute for African Studies in Den Haag (Niederlande) war Clausen von 1970 Direktor des Instituts für Soziologie und bis zu seiner Emeritierung 2000 Professor der Soziologie an der Universität Kiel, wo er auch die Katastrophenforschungsstelle des Institutes für Soziologie begründete und bis 2002 leitete. Seine Wohnung hatte er in Hamburg. 1991/1992 war er Dekan der Wirtschafts- und Sozialwissenschaftlichen Fakultät und 1996/1997 Fellow am Wissenschaftskolleg zu Berlin.
1955 hatte er den Scheffelpreis erhalten. Clausen war Präsident der Deutschen Afrika-Gesellschaft und Vorsitzender der DGS, wo er 1993 erstmals die Jurierung der für den Kongress eingereichten Hauptbeiträge durchsetzte. Von 2003 bis 2009 war er Vorsitzender der Schutzkommission beim Bundesministerium des Innern. Ab 1978 war er Präsident der Ferdinand-Tönnies-Gesellschaft. Im April 1996 stellte er sich zur Verfügung als einer der Boten zur Übergabe des Lösegeldes zur Beendigung der Entführung von Jan-Philipp Reemtsma. Clausen wurde mit dem Bundesverdienstkreuz (1982) sowie dem Bundesverdienstkreuz 1. Klasse (1998) ausgezeichnet. Seine Arbeitsschwerpunkte lagen überlappend in mehreren Teilbereichen der allgemeinen Soziologie, wie der Kultur-, Literatur-, Wirtschafts-, Arbeits- und speziell der Katastrophensoziologie, die er in Deutschland einführte. Er setzte sich auch mit Aspekten der schöpferischen Zerstörung und Destruktivität auseinander, die in der Volkswirtschaftslehre eine weit schwächere Rolle spielen als die produktive Arbeit, aber nie unbeachtet geblieben sind. Ideenhistorisch und editorisch befasste sich Clausen besonders mit Ferdinand Tönnies. Generationen von Studierenden begeisterte Clausen durch seinen Scharfsinn und sein Talent, soziologische Theorien durch praktische Beispiele zu verdeutlichen. Er galt vielen als einer der letzten Universalgelehrten, und seine Vorlesungen hatten unter den Studenten Kultstatus.
2000 hielt Clausen in seiner „allerletzten Pflichtvorlesung“ eine persönliche „Einführung in die Theorien der Soziologie“ unter dem Titel „Gymnasiale Kulturhistorie als Weg in die Soziologie“. Seine Abschiedsvorlesung erschien posthum 2015 unter dem Titel Meine Einführung in die Soziologie. 15 Vorlesungen in freier Rede in Buchform.
Von 2005 bis 2010 war er unter dem Pseudonym €pa als Autor in der deutschsprachigen Wikipedia tätig.
Nachlassverwalterin war seine Ehefrau Bettina Clausen, mit der er ein Kind hatte.

### Katastrophenschutz
Bereits Ende der 1970er setzte sich Lars Clausen als Mitglied der Schutzkommission beim Bundesminister des Innern für einen Schutzdatenatlas ein. Er setzte sich auch weiterhin für einen umfassenden Katastrophenschutz ein:

„Es ist nötig, von der Verletzlichkeit (Vulnerabilität) unserer Gesellschaft auszugehen und von der Unvermeidlichkeit dessen auszugehen, dass Schwerstes (Katastrophen) in der Tat eintritt. Der Katastrophenschutz reicht von staatlicher Vorkehr, Planung und bei Eintritt: Linderung bis zu den Anstrengungen der Einzelnen, dem Selbstschutz“

Der Schutzdatenatlas ist dafür konzipiert, Lücken der Organisation und des Selbstschutzes der Bevölkerung zu schließen, indem er „Schutz-Laien“ Kenntnisse an die Hand gibt, die ihnen ermöglichen, Vorkehrungen zu treffen und im Fall einer Katastrophe ihre Auswirkungen zu lindern.

### Ferdinand Tönnies
Lars Clausen war Mitherausgeber der großen Ferdinand-Tönnies-Gesamtausgabe und seit 1978 Präsident der fachsoziologisch bedeutsamen Ferdinand-Tönnies-Gesellschaft (Kiel). Clausen selbst bezeichnete sich seinen Studenten und Mitarbeitern gegenüber ironisch als „Tönnies-Funktionär“ und war zugleich ein solider Kenner von dessen Leben und Werk, wie Clausens öffentliche Rede zu Tönnies’ 150. Geburtstag in Kiel zeigt. Dort stellte er Tönnies als Begründer der Soziologie im Deutschland der 1880er Jahre, als humanistischen Aufklärer und politisch engagierten Republikaner vor, der noch als Greis SPD-Mitglied wird und auf dem Kongress  Das Freie Wort öffentlich gegen den neuen Reichskanzler Adolf Hitler auftritt. Clausen erinnerte auch an Tönnies als engagierten Soziologen, an seine „angewandte Soziologie“ und die philosophische Fundierung seiner Theorie der Gesellschaft anhand der Leitkategorie des Willens: „Verstand ohne Willen wäre ziellos, Wille ohne Verstand zerstörerisch. Zum Glück für Tönnies’ Theorie sind sie einunddasselbe.“
Für Clausen zeichnete sich Tönnies’ Gelehrtenprosa durch sorgfältige Textgliederung sowie fundierten und kleinschrittigen Begriffsaufbau aus. Tönnies habe, obgleich stets etymologisch fundiert formulierend, Gräzismen und Latinismen gescheut. Seine Begriffe, etwa „Gemeinschaft“ oder „Öffentliche Meinung“, entnahm er der deutschen Sprache. Dabei hätten seine Texte durchaus gelehrte Pointen enthalten, die aber niemals effekthascherisch wirkten. Selbst in kritischen Stellungnahmen, etwa zu tagespolitischen Problemen, sei der Soziologe darauf bedacht gewesen, persönliche Kränkungen zu vermeiden, obwohl seine Urteile deutlich, ja nicht selten scharf ausfielen.
Die schnelle akademische Entwicklung des (mit 26 Jahren habilitierten) „Bauernkinds vom Heubarg“ und seine kreative intellektuelle Leistung als „Begründer“ der Soziologie in Deutschland hat Clausen wissenschaftsmethodologisch ausgerichtet so beschrieben:
„Das Geheimnis des sozialen Lebens sei es, den vielfältig einander verneinenden Kräften aller handelnden Menschen gegenüber eine besondere, eine ganz ausgefallene Überlebenschance willentlich zu ergreifen – die gegenseitige soziale Bejahung. Sie erscheint zunächst widernatürlich, Verneinung ist der Normalfall, aber gerade deswegen ist die Bejahung eigens erklärungsbedürftig. Wiegestalt nun die zugleich willens- und denkfähigen Menschen ihre wechselseitigen Bejahungen ausüben, wie sie sie empfinden oder kalkulieren, das ist der besondere Erkenntnisgegenstand dieser neuen Wissenschaft.“

## Ehrungen
- 2010: Preis für ein herausragendes wissenschaftliches Lebenswerk, Deutsche Gesellschaft für Soziologie, Paulskirche
- 1998: Bundesverdienstkreuz 1. Klasse
- 1982: Bundesverdienstkreuz am Bande
- 1955: Scheffelpreis

## Schriften
Eine Liste von Clausens Publikationen bis zum Jahr 1995 findet sich in der Festschrift zu seinem 60. Geburtstag. Unter dem Titel „Kulturen. Krisen. Klassiker. Editionsprojekt Lars Clausen“ entsteht im Rahmen eines zweijährigen Forschungsprojekts seit Februar 2025 am Kulturwissenschaftlichen Institut Essen eine Auswahl-Edition der Schriften Clausens.

### Monographien (Auswahl)
- Elemente einer Soziologie der Wirtschaftswerbung. Westdeutscher Verlag, Köln/Opladen 1964 (zugleich Dissertationsschrift, Universität Münster).
- Industrialisierung in Schwarzafrika : Eine soziologische Lotstudie zweier Grossbetriebe in Sambia.  Bertelsmann-Universitätsverlag, Bielefeld 1968 (zugleich Habilitationsschrift, Universität Münster).
- Jugendsoziologie. Kohlhammer, Stuttgart/Berlin/Köln/Mainz 1976, ISBN 978-3-17-001753-5.
- Tausch. Entwürfe zu einer soziologischen Theorie. Kösel, München 1978, ISBN 978-3-466-32007-3.
- Mit Volker von Borries und Karl Simons: Siedlungssoziologie. Wohnung, Gemeinde, Umwelt. Kösel, München 1978, ISBN 978-3-466-32008-0.
- Mit Wolf R. Dombrowsky: Einführung in die Soziologie der Katastrophe. Osang, Bonn 1983, ISBN 978-3-7894-0090-2.
- Mit Bettina Clausen: Zu allem fähig. Versuch einer Sozio-Biographie zum Verständnis des Dichters Leopold Schefer. 2 Bände. Bangert & Metzler, Frankfurt am Main 1985, ISBN 978-3-924147-09-9.
- Produktive Arbeit, destruktive Arbeit. De Gruyter, Berlin/New York 1988, ISBN 978-311-17820-1-0.
- Krasser sozialer Wandel. Leske und Budrich, Opladen 1994, ISBN 978-3-8100-1141-1.
- Meine Einführung in die Soziologie. 15 Vorlesungen in freier Rede. hrsg. von Jan-Frederik Bandel und Klaus R. Schroeter, unter der Mitarbeit von Bettina Clausen, Stroemfeld, Frankfurt am Main 2015, ISBN 978-3-86600-245-6.

### Herausgeberschaften (Auswahl)
- Mit Carsten Schlüter: Renaissance der Gemeinschaft? Stabile Theorie und neue Theoreme. Duncker und Humblot, Berlin 1990, ISBN 978-3-428-07027-5.
- Mit Carsten Schlüter: Hundert Jahre „Gemeinschaft und Gesellschaft“. Leske und Budrich, Opladen 1991, ISBN 978-3-8100-0750-6.
- Mit Carsten Schlüter: „Ausdauer, Geduld und Ruhe“. Aspekte und Quellen der Tönnies-Forschung. Rolf Fechner, Hamburg 1991, ISBN 978-3-9801498-8-4 (2. Auflage: Profil-Verlag, München 2024, ISBN 	978-3-89019-809-5).
- Transklassische Logik und neue disziplinäre wie interdisziplinäre Ansätze. Profil-Verlag, München 1997. ISBN 978-3-89019-399-1.
- Federführender Herausgeber, mit Alexander Deichsel, Cornelius Bickel, Carsten Schlüter-Knauer, Uwe Carstens: Ferdinand Tönnies Gesamtausgabe, 24 Bde. De Gruyter, Berlin/New York seit 1998. Darin Einzelherausgeber von Bd. 22: 1932–1936. De Gruyter, Berlin/New York 1998.
- Entsetzliche soziale Prozesse. Theorie und Empirie der Katastrophen. Lit, Münster 2003, ISBN 978-3-8258-6832-1
- Mit Arno Bammé, Rolf Fechner: Öffentliche Meinung zwischen neuer Wissenschaft und neuer Religion. Ferdinand Tönnies’ „Kritik der öffentlichen Meinung“ in der internationalen Diskussion. Profil, München/Wien 2005, ISBN 978-3-89019-590-2.